# Leptopsilopa nigricoxa
Leptopsilopa nigricoxa är en tvåvingeart som beskrevs av Cresson 1922. Leptopsilopa nigricoxa ingår i släktet Leptopsilopa och familjen vattenflugor. Inga underarter finns listade i Catalogue of Life.